# اشچیانک
اشچیانک (به لاتین: Trzcianek) یک منطقهٔ مسکونی در لهستان است که در Gmina Wąbrzeźno واقع شده‌است.